# Rejon żeleznogorski
Rejon żeleznogorski (ros. Железногорский район) – jednostka administracyjna wchodząca w skład obwodu kurskiego w Rosji.
Centrum administracyjnym rejonu jest miasto Żeleznogorsk.

## Geografia
Powierzchnia rejonu wynosi 991,03 km².
Graniczy z innymi rejonami obwodu kurskiego: konyszowskim, dmitrijewskim, fatieżskim oraz z Obwodem orłowskim.
Głównymi rzekami rejonu są: Swapa, Usoża, Czerń.

## Historia
Od końca XVIII wieku do lat 20. XX terytorium współczesnego rejonu żeleznogorskiego było podzielone między ujezdami: dmitrowskim orłowskiej guberni, dmitrijewskim i fatieżskim guberni kurskiej. Rejon został utworzony w roku 1965.

## Demografia
W 2018 rejon zamieszkiwało 15 564 mieszkańców, z czego 1601 na terenach miejskich.

## Miejscowości
W skład rejonu wchodzi: 1 osiedle miejskie, 12 osiedli wiejskich i 111 miejscowości.